# 黑带稀棘鳚
黑带稀棘鳚（学名：Meiacanthus grammistes）为輻鰭魚綱鳚形目鳚科稀棘鳚属的鱼类。

## 分布
本魚分布于西太平洋區，包括臺灣、日本、越南、印尼、菲律賓、澳洲、帛琉、密克羅尼西亞、新加坡、所羅門群島、密克羅尼西亞等海域。该物种的模式产地在爪哇。

## 特徵
本魚體延長，背鰭長，腹鰭喉位，魚體前黃後白，體側連背鰭共有4條黑色縱帶，尾柄上具黑點。幼魚尾鰭截形，成魚尾鰭則延長似掃帚，背鰭硬棘4枚；背鰭軟條25至28枚；臀鰭硬棘2枚；臀鰭軟條14至16枚，體長可達11公分。

## 生態
本魚常在礁石上或沙地上逗留，具領域性，屬雜食性，以藻類及浮游動物為食。成熟的雄魚會築巢，來吸引雌魚入巢交配產卵，雄魚具有護卵的行為。
為觀賞魚，口具有毒腺。